# Nhạc chủ đề Samurai Sentai Shinkenger
"Nhạc chủ đề Samurai Sentai Shinkenger" (侍戦隊シンケンジャー主題歌) là một đĩa đơn của Psychic Lover (Project.R) và Takatori Hideaki (Project.R). Được phát hành ngày 18 tháng 3 năm 2009 dưới hãng đĩa Nippon Columbia. Nó được phát hành với hai phiên bản, một phiên bản thông thường và một phiên bản giới hạn.

## Tổng quát
- Đĩa đơn tập hợp một số bài hát chủ đề trong loạt phim Super Sentai thứ 33 "Samurai Sentai Shinkenger". Có hai loại được phát hành, một phiên bản thông thường và một phiên bản giới hạn (30.000 bản).
- Mã của đĩa đơn là COCC-16236 (phiên bản giới hạn)[1] và COCC-16237 (phiên bản thông thường)[2].

## Danh sách bài hát
1. Samurai Sentai Shinkenger (侍戦隊シンケンジャー?) [3:46]
Trình bày: Psychic Lover (Project.R)
2. Shirokuji Muchuu Shinkenger (四六時夢中 シンケンジャー?) [3:25]
Trình bày: Takatori Hideaki (Project.R)
3. Samurai Sentai Shinkenger (bản karaoke gốc)
4. Shirokuji Muchuu Shinkenger (bản karaoke gốc)
5. Tatakae! Shinkenger (斗え！シンケンジャー?) [3:23]
Trình bày: Takatori Hideaki (Project.R)
6. Samurai Gattai! ShinkenOh (侍合体！シンケンオー?) [4:00]
Trình bày: Kushida Akira

(Hai bài hát 5 và 6 chỉ nằm trong đĩa đơn phiên bản giới hạn).